# Park Przemysłowy Buk

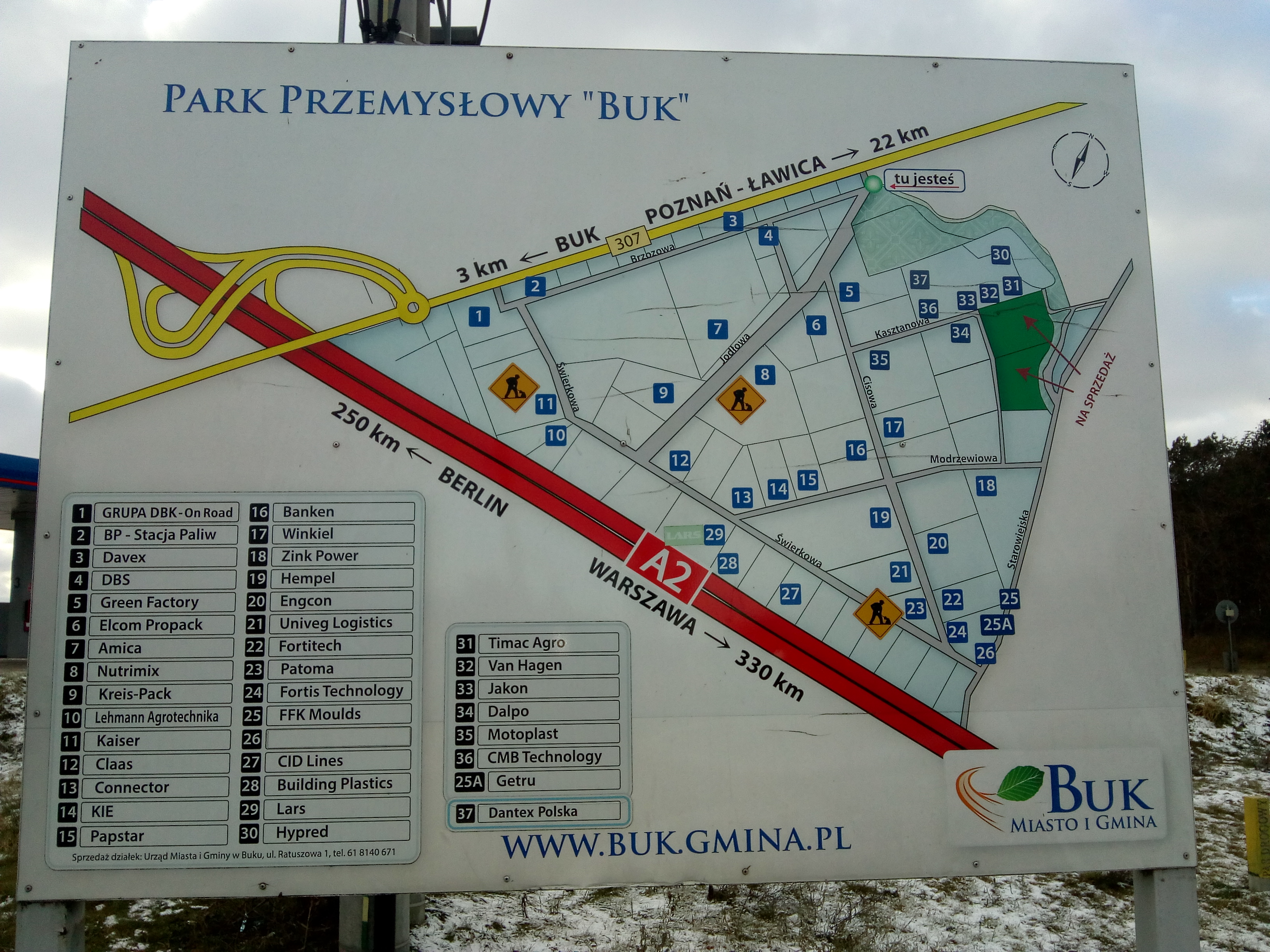
Tablica informacyjna

Park Przemysłowy Buk – park przemysłowy o powierzchni 206 ha położony w gminie Buk w województwie wielkopolskim. Ze względu na dogodną lokalizację przy węźle Autostrady A-2 i 10 km od zachodniej obwodnicy Poznania na terenie parku w krótkim czasie powstało 25 obiektów przemysłowych i magazynowych z takich branż jak chemiczna, logistyczna, spożywcza i metalowa. 
Firmy znajdujące się na terenie parku reprezentują kapitał polski, amerykański, australijski, belgijski, duński, holenderski,  niemiecki i szwedzki.  Zainwestowali tutaj już m.in.: Banken Polska, Building Plastics Polska, CID Line, Claas Polska, Connector, Davex, DBS Uniteg Gaming Industry, Elcom – Propack, Engcon Poland, Jakon, Royal-DSM,  Goodman Osmerus /AMICA /Samsung, Hempel Manufacturing Poland, KIE, Kreis Pack, Lehmann Agrotechnika, Trans – Poz, Univeg Logistics Poland, Winkiel, Wool Star, Zink Power Buk, Green Factory, Dantex, Fortis Technology, FKK Moulds i.in. Park posiada asfaltowe drogi dojazdowe oraz sieć gazową, wodociągową, energetyczną i telekomunikacyjną.

## Transport
- Węzeł Buk autostrady
- 10 km od zachodniej obwodnicy Poznania, będąca odcinkiem drogi krajowej
- droga wojewódzka
- 17 km od międzynarodowego portu lotniczego Ławica w Poznaniu,